# Platax teira
Espèce
Le Platax à longues nageoires ou Poisson chauve-souris à longues nageoires, Platax teira, est une espèce de poissons de la famille des Ephippidae. On le rencontre  dans les récifs coralliens de la zone Indo-Pacifique entre 50 cm de profondeur et 60 m. C'est un poisson très commun et d'approche facile qui vit en larges bancs serrés.

## Description
Ce grand poisson aplati mesure jusqu'à 60 cm de long.  
Sa couleur est argenté avec des bandes brun sombre. 

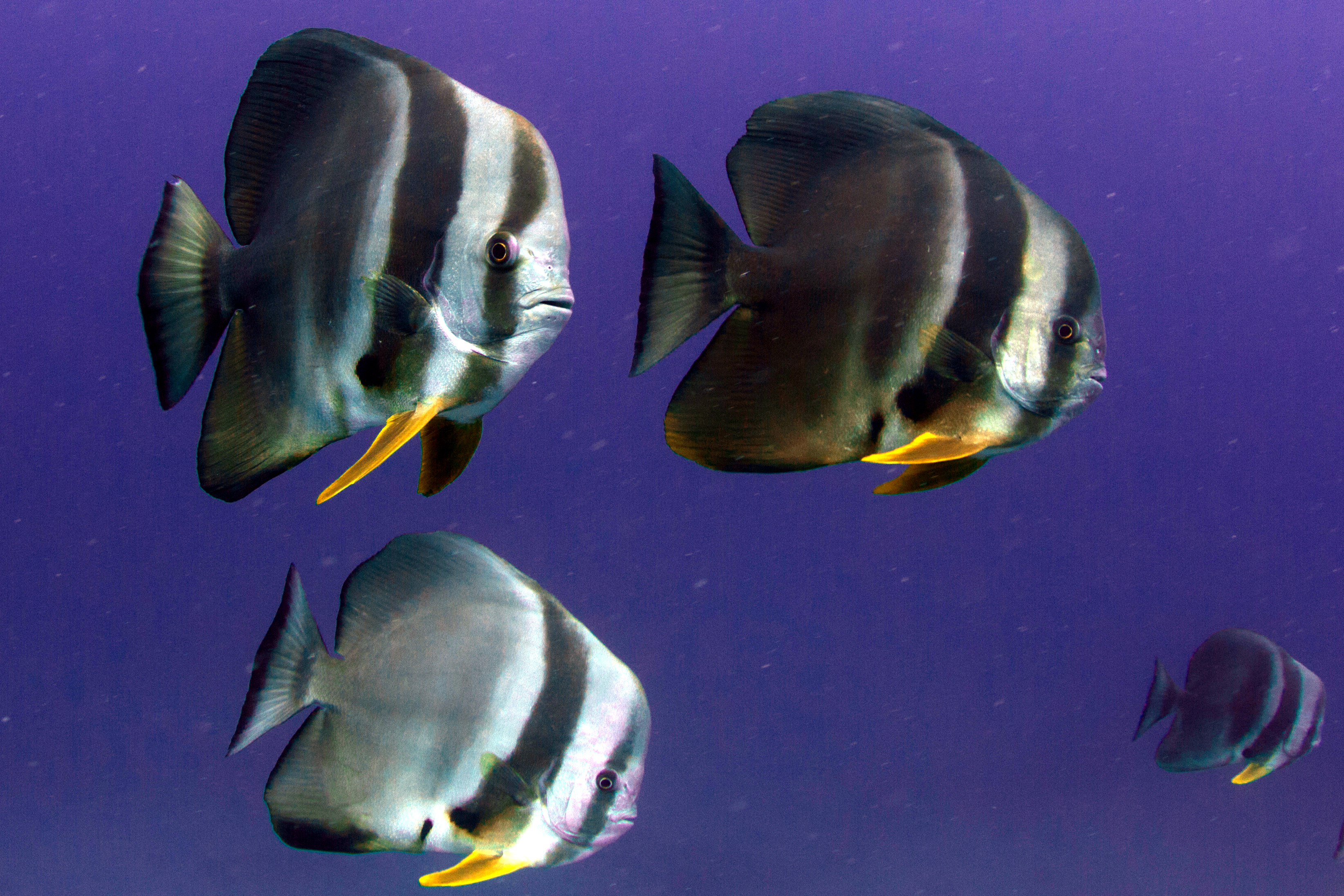
Platax à longues nageoires aux Maldives

Il vit en petit groupe. Il mange des algues et des invertébrés ainsi que du zooplancton et des méduses. 

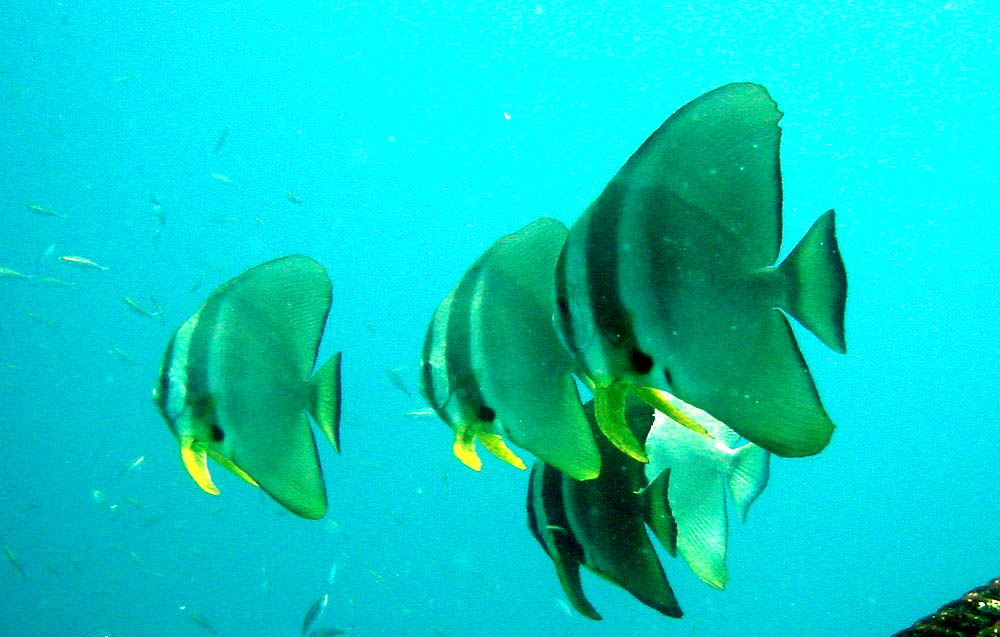
Platax teira, île de Ko Pha Ngan, Thaïlande

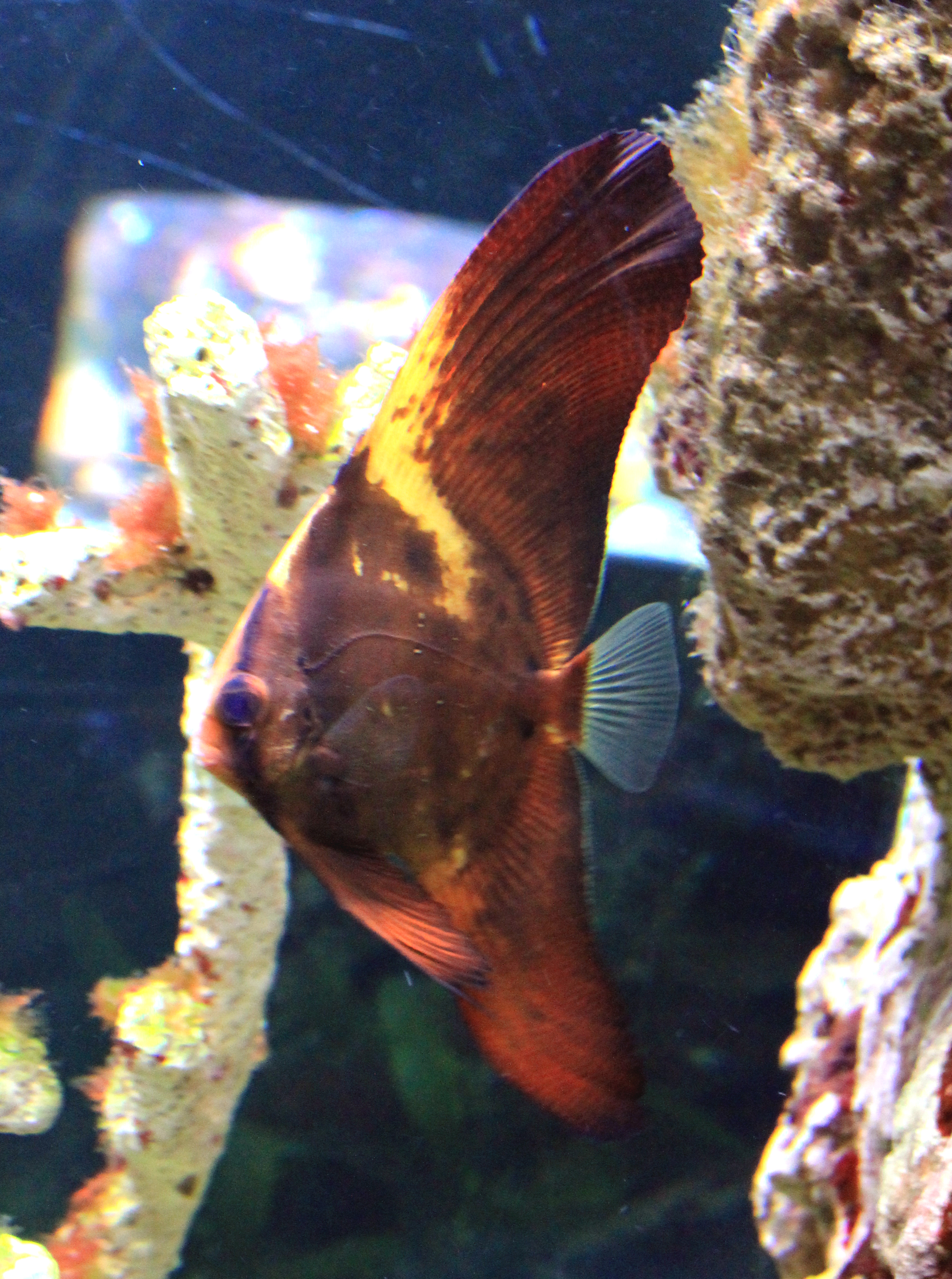
Dans un aquarium de Prague.